# (3281) Maupertuis
(3281) Maupertuis est un astéroïde de la ceinture principale.

## Description
(3281) Maupertuis est un astéroïde de la ceinture principale. Il fut découvert par Yrjö Väisälä le 24 février 1938 à Turku. Il présente une orbite caractérisée par un demi-grand axe de 2,35 UA, une excentricité de 0,097 et une inclinaison de 5,99° par rapport à l'écliptique.
Il fut nommé en hommage au Malouin Pierre Louis Moreau de Maupertuis, philosophe, mathématicien, physicien, astronome et naturaliste français des XVIIe et XVIIIe siècles qui contribua notamment à la diffusion des théories de Newton hors d'Angleterre.

## Compléments